# 吉杰勒
吉杰勒（阿拉伯语：‎）位于阿尔及利亚北部地中海沿岸，是吉杰勒省的首府。